# Bombardement de la cathédrale Ghazanchetsots

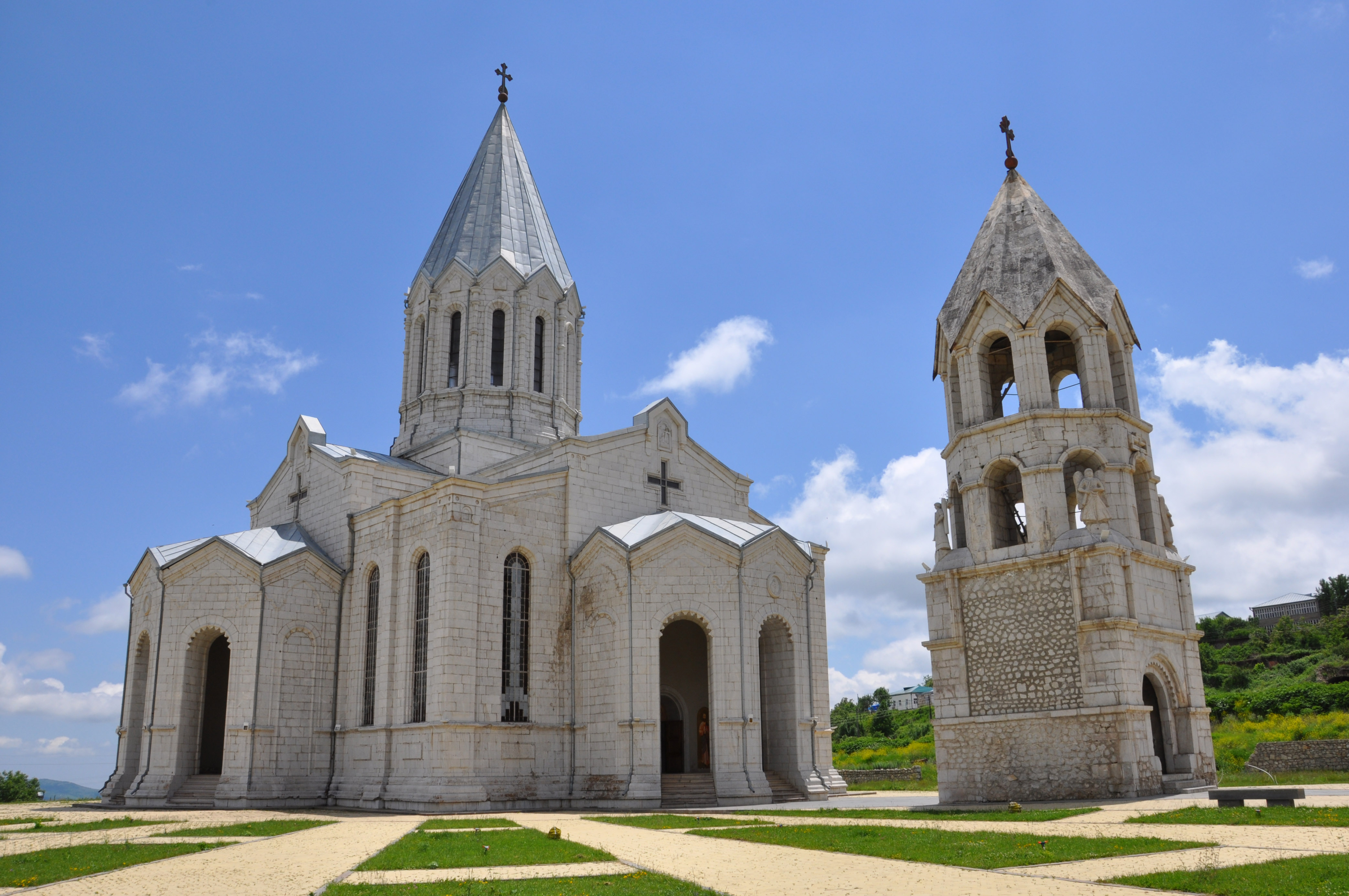
Cathédrale Ghazanchetsots en 2013

Le bombardement de la cathédrale Ghazanchetsots a lieu le 8 octobre 2020 lorsque la cathédrale du Saint-Sauveur (en arménien : Սուրբ Ամենափրկիչ մայր տաճար, Surb Amenap′rkich mayr tachar), communément appelée cathédrale Ghazanchetsots (Ղազանչեցոց), située à Chouchi, est bombardée intentionnellement, et à deux reprises, par les missiles des forces armées azerbaïdjanaises, lors de la deuxième guerre du Haut-Karabagh. L'édifice est largement endommagé, une partie du toit s'effondre, alors qu'une partie de la population s'était réfugiée à l'intérieur. Le deuxième bombardement fait plusieurs blessés, dont un journaliste dans un état grave.

## Contexte
La cathédrale Ghazanchetsots, construite à la fin du XIXe siècle, constitue un des symboles du patrimoine historique arménien au Haut-Karabagh, une région disputée de longue date entre les Azéris et les Arméniens. Elle fut partiellement détruite lors des massacres de Chouchi en 1920, puis utilisée comme entrepôt lors des premières années d'existence de la République socialiste soviétique d'Azerbaïdjan. Laissée ensuite à l'abandon par le gouvernement de Bakou, elle se retrouve dans les territoires passant sous contrôle de la république autoproclamée du Haut-Karabagh en 1992, à l'issue de la première guerre du Haut-Karabagh. Elle est restaurée dans les années 1990 par l'Église apostolique arménienne. En septembre 2020, l'Azerbaïdjan déclenche la deuxième guerre du Haut-Karabagh. Les forces azerbaidjanaises bombardent notamment la région de Chouchi.

## Bombardements
Pendant plusieurs jours, la ville de Chouchi est sous le feu de frappes aériennes et de frappes d'artillerie de la part des forces armées azerbaïdjanaises,. Les bombardements sur la ville sont intenses, de nombreux immeubles d'habitation sont détruits, et la population civile se réfugie dans les sous-sols et certains bâtiments publics. Ces derniers sont également visés par les frappes des forces azerbaïdjanaises. Le 6 octobre, le centre culturel de la ville est détruit par un bombardement. La population cherche alors refuge dans les édifices religieux.
Les bombardements sur la cathédrale ont lieu le 8 octobre, qui est le 11e jour du conflit armé de 2020 entre l'Arménie et l'Azerbaïdjan. Vers 12 heures 30, une première bombe tombe sur le toit de la cathédrale, faisant des dégâts importants, y compris à l'intérieur de l'édifice, mais aucune victime. Les adultes et les enfants réfugiés à l'intérieur sont alors évacués,. 
Le même jour, à 17 heures, un second bombardement touche la cathédrale. Des journalistes se trouvent à l'intérieur pour inspecter les dégâts du premier bombardement et sont blessés, dont un grièvement,.

## Bilan humain et matériel
Deux journalistes russes, Yuri Kotenok, travaillant notamment pour le journal ukrainien Segodnya, et Levon Arzanov, sont blessés par la deuxième frappe. Kotenok est grièvement blessé et doit être évacué en urgence vers Stepanakert pour y être opéré. Leur guide local est également légèrement blessé, ainsi que dix autres civils,. 
Les dégâts sur la cathédrale sont importants. Une partie du toit est effondrée, les vitraux sont totalement détruits, et l'intérieur de l'édifice est dévasté,.

## Réactions
Dans les jours qui suivent, le ministère arménien des Affaires étrangères condamne ce bombardement et publie une déclaration officielle le décrivant comme « un autre crime des dirigeants militaro-politiques de l'Azerbaïdjan… cette action s'inscrit pleinement dans sa politique d'arménophobie développée depuis des décennies. En effet, l'Azerbaïdjan a complètement anéanti le patrimoine culturel arménien au Nakhitchevan, comme la Turquie en Arménie occidentale. Certaines parties de la patrie historique du peuple arménien, maintenant tout au long de l'agression militaire en cours contre l'Artsakh, tente de priver les Arméniens d'Artsakh de leur patrie et de leur mémoire historique »,. 
Le ministère de la Défense de l'Azerbaïdjan, de son côté, nie officiellement être derrière l'attaque, tandis que l'agence de presse de l’État d'Azerbaïdjan affirme que les forces karabaghtsies et arméniennes ont elles-mêmes bombardés la cathédrale,.
Le groupe d'universitaires pour l'étude des génocides, International Association of Genocide Scholars, condamne les attaques visant des civils et des bâtiments civils de la part des forces azerbaïdjanaises, et déclare que le bombardement de la cathédrale Ghazanchetsots s'inscrit dans la politique de génocide culturel pratiquée par l'Azerbaïdjan depuis 30 ans  à l'encontre du patrimoine historique arménien. Ces attaques sont considérées comme une violation délibérée de la Convention de La Haye pour la protection des biens culturels en cas de conflit armé. 
L'ONG Human Rights Watch déclare que l'église a été visé « délibérément », ce qui constitue « une violation du droit de la guerre.» 
En mai 2021, la Commission des États-Unis sur la liberté religieuse internationale (USCIRF) écrit qu'elle est « consternée d'apprendre que la cathédrale Ghazanchetsots a été gravement endommagée par les combats dans le Haut-Karabakh, et appelle à la sauvegarde des lieux de culte et des sites religieux, en particulier au milieu de la violence actuelle ».
L'Assemblée parlementaire du Conseil de l'Europe adopte des résolutions sur les conséquences humanitaires du conflit, dans lesquelles elle déclare que « L'Assemblée condamne les dommages délibérément causés au patrimoine culturel pendant la guerre de six semaines, ainsi que ce qui semble être des bombardements délibérés sur la cathédrale du Saint-Sauveur/Ghazanchetsots à Choucha/Chouchi. »

## Galerie

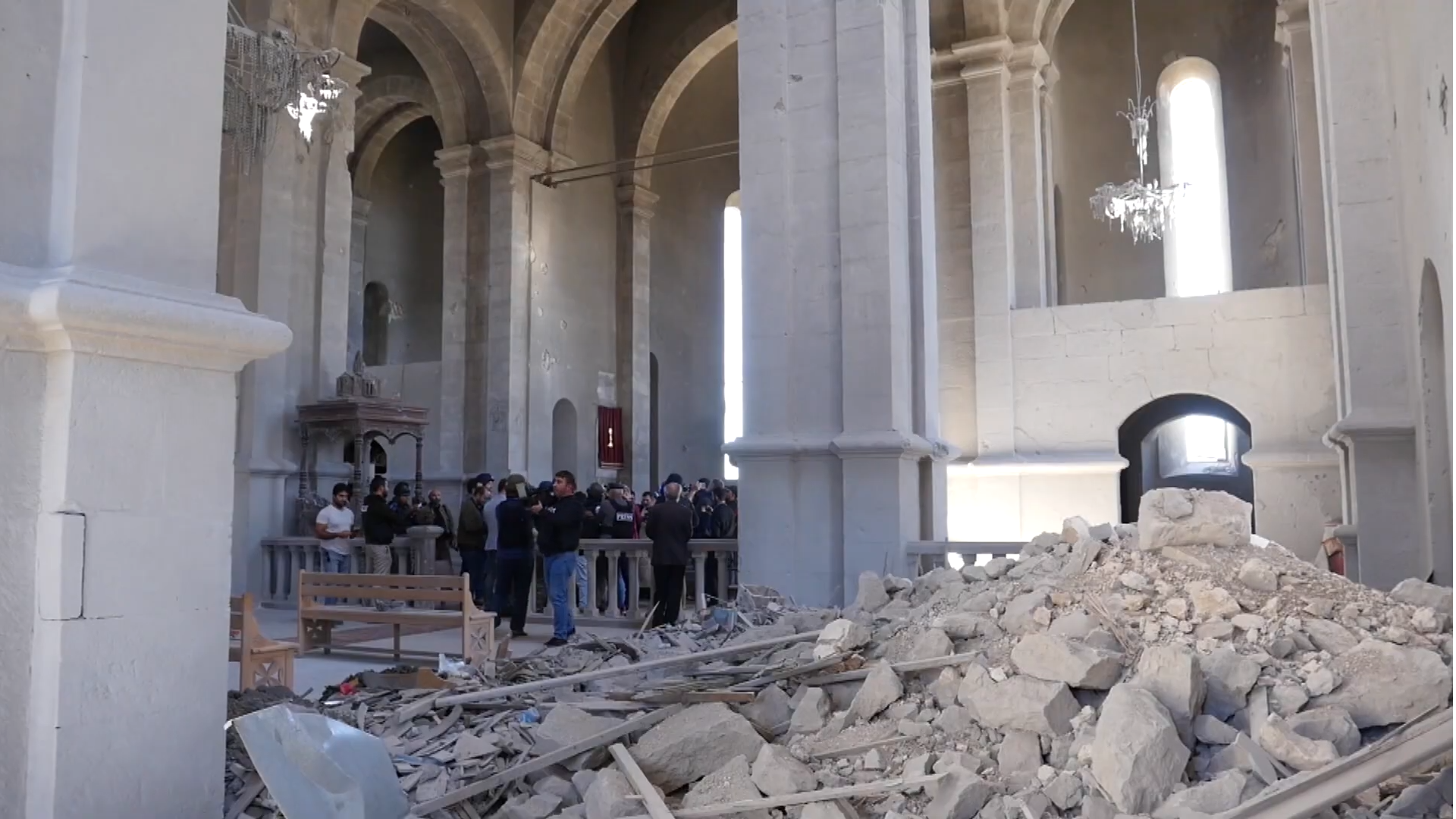
Cérémonie à l'intérieur de la cathédrale Ghazanchetsots endomagée, le 24 octobre 2020.
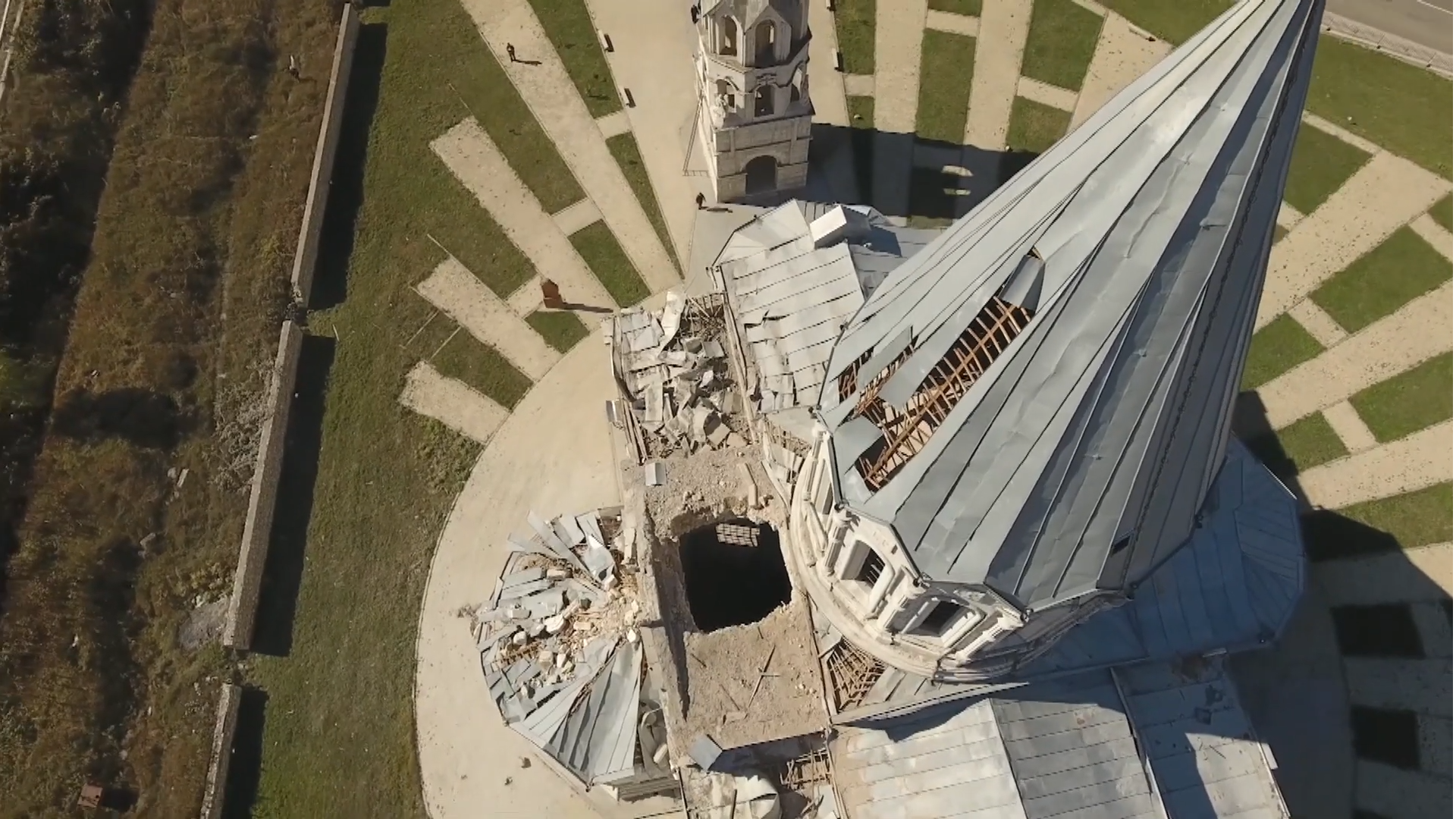
Vue aérienne sur la partie effondrée du toit de la cathédrale Ghazanchetsots.
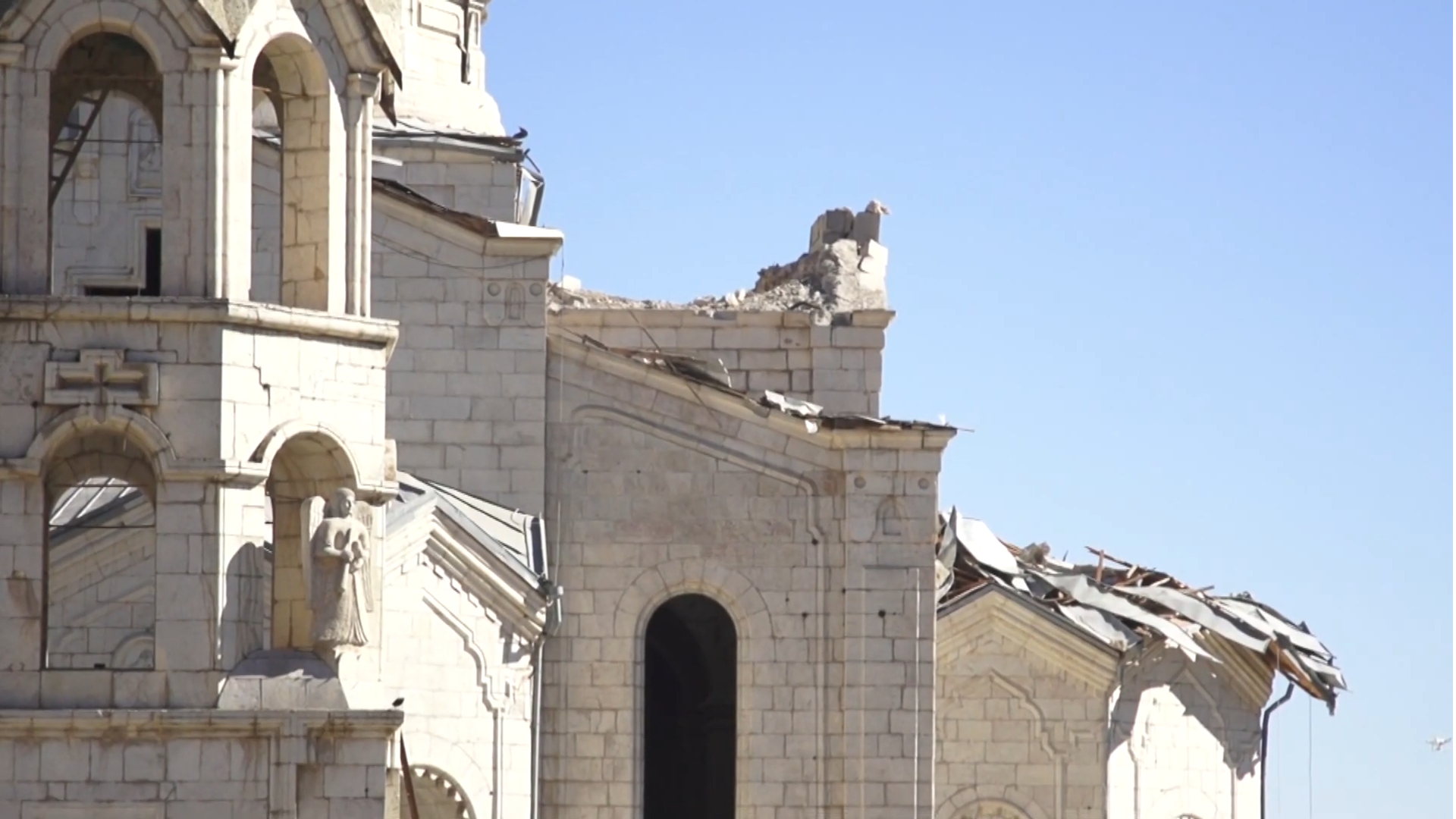
Toiture endommagée de la cathédrale Ghazanchetsots.
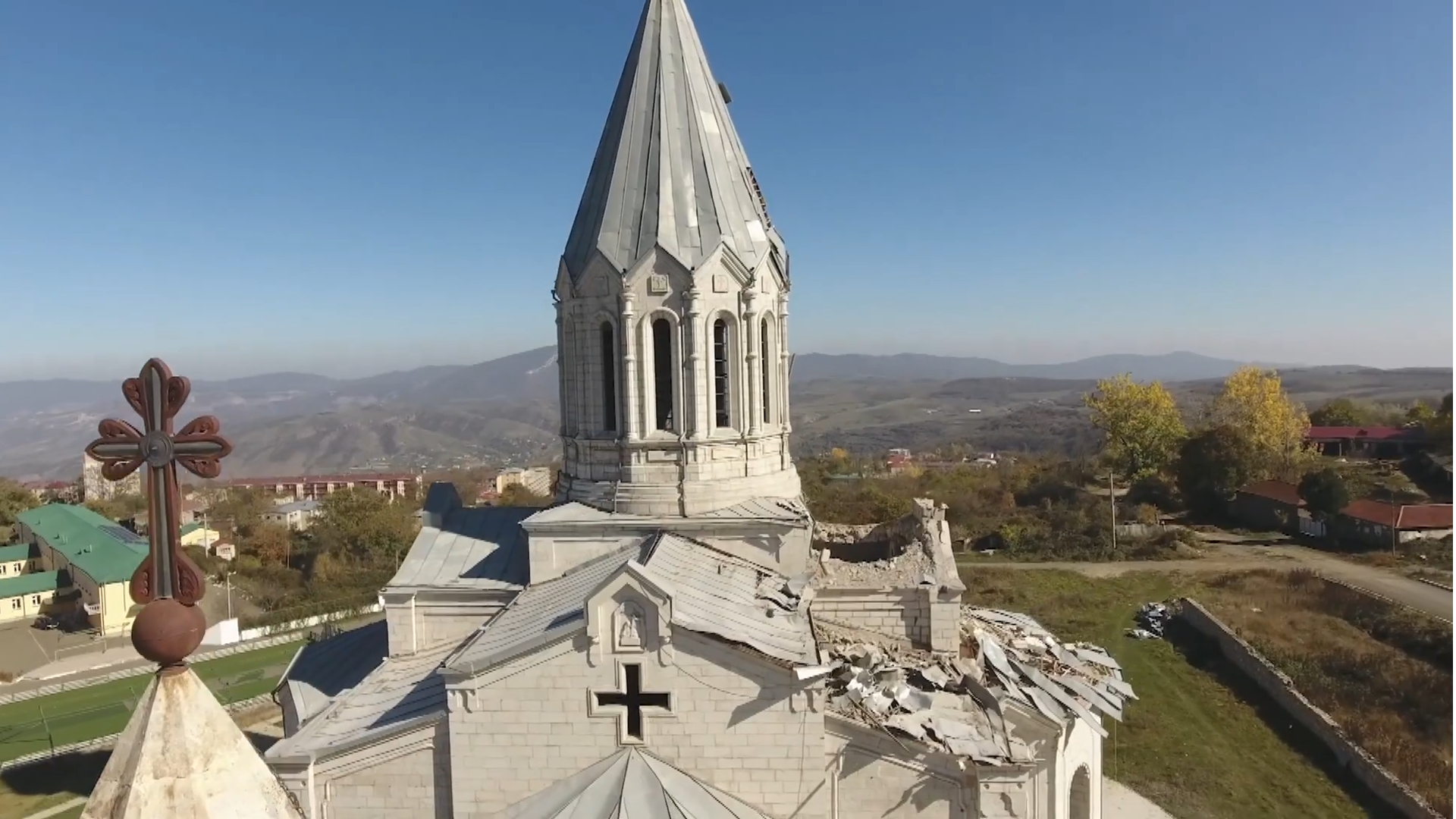
Toiture endommagée de la cathédrale Ghazanchetsots.